# Jonas indicus
Jonas indicus is een krabbensoort uit de familie van de Corystidae. De wetenschappelijke naam van de soort is voor het eerst geldig gepubliceerd in 1935 door Chopra.